# کوپ ایتالیا
کوپ ایتالیا (انگلیسی: Coop) شرکت عمده‌فروشی ایتالیایی است، که در سال ۱۹۶۷ تأسیس شد.